# Alois Mock

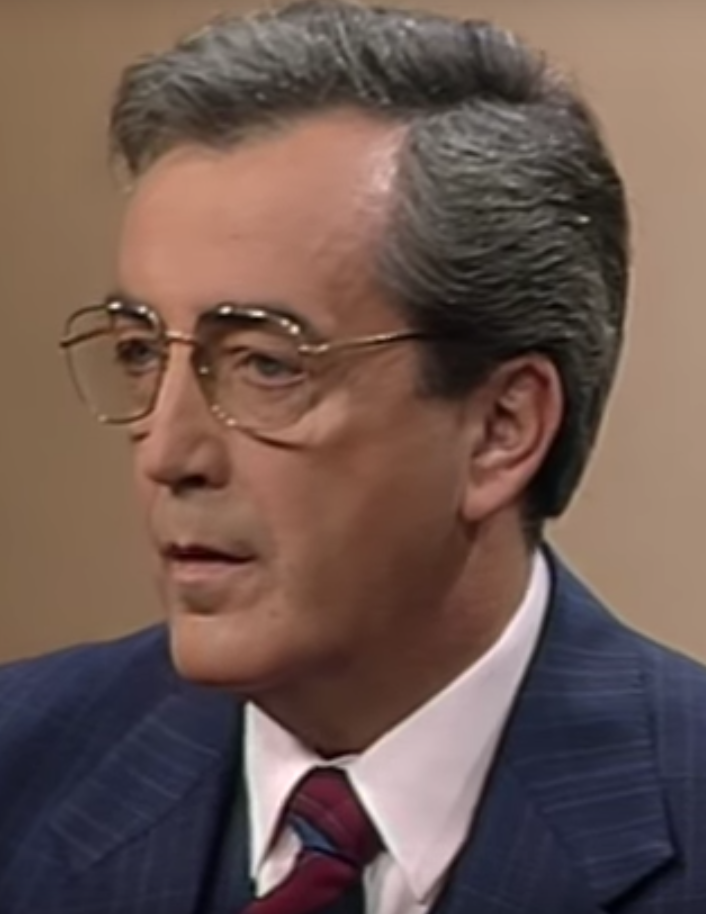
Alois Mock (1986)

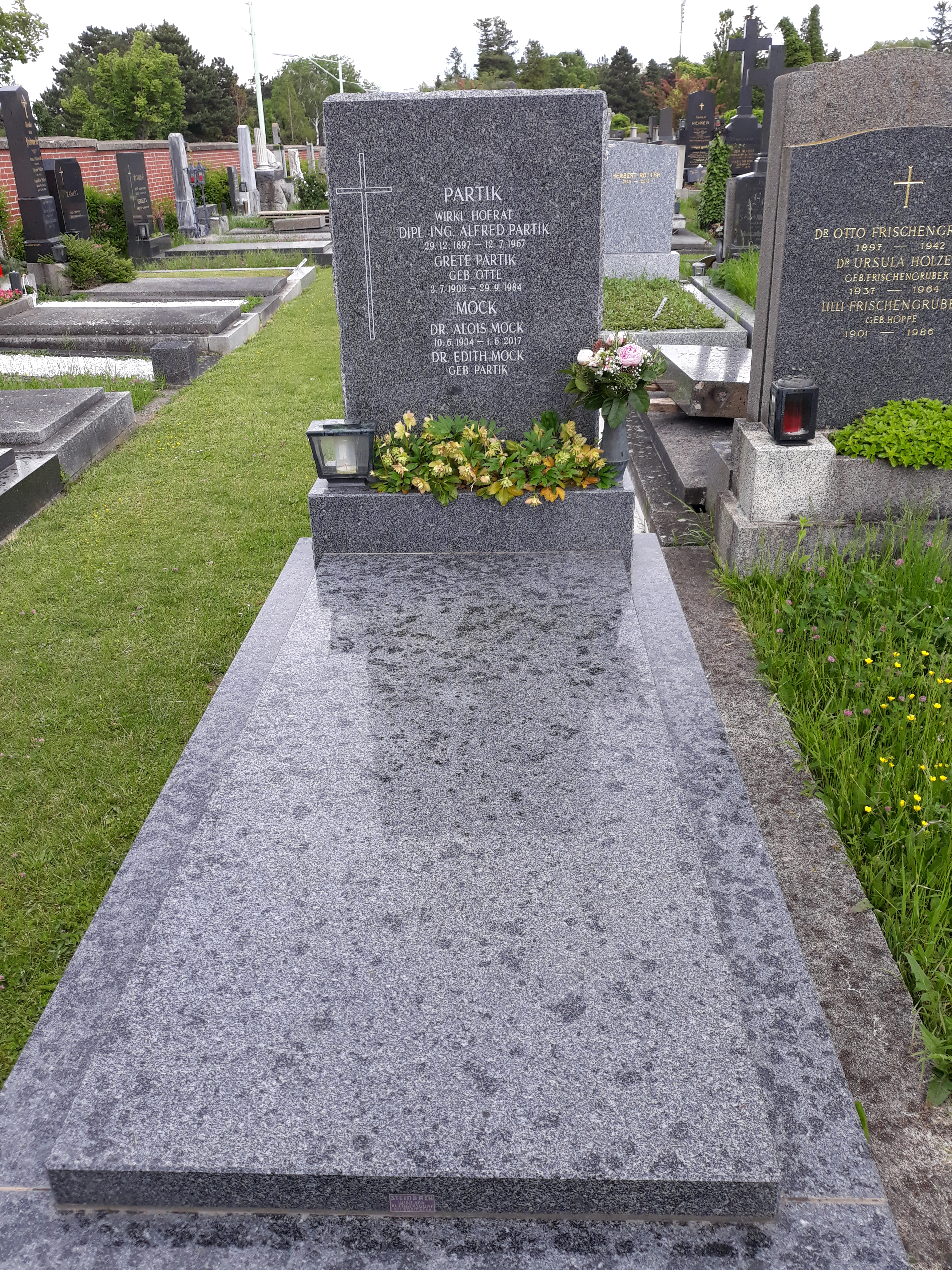
Das Grab von Alois Mock auf dem Döblinger Friedhof in Wien

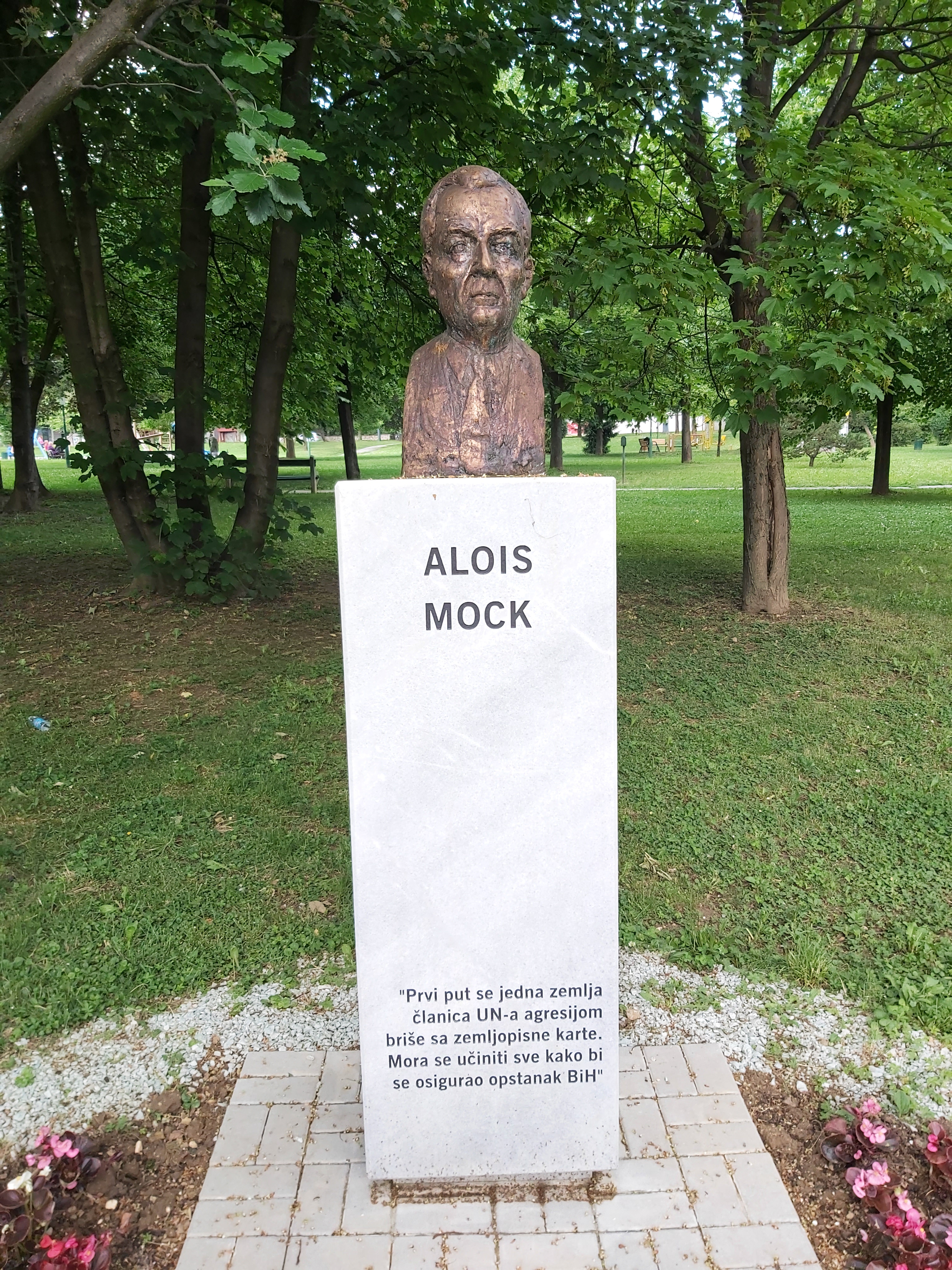
Alois Mock, Sarajevo

Alois Mock (* 10. Juni 1934 in Euratsfeld, Niederösterreich; † 1. Juni 2017 in Wien) war ein österreichischer Politiker (ÖVP). Er war Vizekanzler, Unterrichts- und Außenminister der Republik Österreich.

## Politische Karriere
Nach seinem Studium der Rechte an der Universität Wien, das er 1957 mit der Promotion zum Doktor der Rechtswissenschaften abschloss, folgten Studienaufenthalte am Bologna Center der Johns Hopkins University von 1957 bis 1958 und an der Université Libre de Bruxelles von 1960 bis 1961. Dazwischen war Mock als Referent für hochschulpolitische Fragen im österreichischen Unterrichtsministerium tätig. Seit Studententagen war er Urmitglied der katholischen Studentenverbindung KaV Norica Wien im ÖCV, später wurde er u. a. noch Mitglied der KÖHV Franco-Bavaria Wien, KÖHV Carolina Graz, KÖStV Rudolfina Wien, KÖStV Austria Wien, AV Austria Innsbruck und KAV Capitolina Rom sowie Ehrenmitglied der KÖL Maximiliana Wien im KÖL. Außerdem war er Mitglied der K.Ö.St.V. Ostaricia Wien und Ehrenmitglied der K.Ö.St.V. Ostarrichia Amstetten, beide im MKV. Er war auch Mitglied des Wiener Akademikerbunds.
Alois Mock war ab 1961 dem Bundeskanzleramt als Referent für EWG- und EFTA-Fragen zugeteilt, und von 1962 bis 1966 der österreichischen OECD-Vertretung in Paris. Mit dem Beginn der ÖVP-Alleinregierung 1966 wurde er Sekretär und Kabinettschef des Bundeskanzlers Josef Klaus und Beamter des Bundesministeriums für auswärtige Angelegenheiten. Von 1969 bis 1970 war er in der Regierung Klaus Österreichs jüngster Unterrichtsminister.
Nach dem Sieg der SPÖ unter Bruno Kreisky bei der Nationalratswahl in Österreich 1970 wurde er für die ÖVP Nationalrats-Abgeordneter und bis 1971 Bürgermeister von Euratsfeld. Seine langjährige Tätigkeit für die Christdemokratischen Arbeitnehmer machte Mock zum Bundesobmann des ÖAAB von 1971 bis 1979. Er war zunächst geschäftsführender ÖVP-Klubobmann, bevor er ab dem 7. Juli 1979 bis 1987 auch offiziell Klubobmann der ÖVP im Nationalrat war. Außerdem war Mock von 1979 (Wahl am 7. Juli 1979 bei einem Sonderparteitag mit 97,5 % der Stimmen) bis 1989 ÖVP-Bundesparteiobmann. Mock war seit 1995 Ehrenparteiobmann der Österreichischen Volkspartei (ÖVP).
Ab 1979 war Alois Mock Präsident der Europäischen Demokratischen Union (EDU), an deren Gründung er maßgeblichen Anteil hatte und der er bis 1998 als Präsident vorstand. Von 1983 bis 1987 hatte er das Präsidentenamt der Internationalen Demokratischen Union (IDU) inne.

### Unterrichtsminister
Mock war von 1969 bis 1970 Bundesminister für Unterricht, Wissenschaft, Forschung, Kunst, Kultur und Sport. Er setzte nach einem Volksbegehren zur Verhinderung eines geplanten 13. Schuljahres eine Schulreformkommission ein, erreichte 1970 die Verabschiedung des Bundesgesetzes über die Gründung der Hochschule für Bildungswissenschaften, der heutigen Universität Klagenfurt, und die Errichtung des ersten zweisprachigen Gymnasiums in Klagenfurt.

### Außenminister

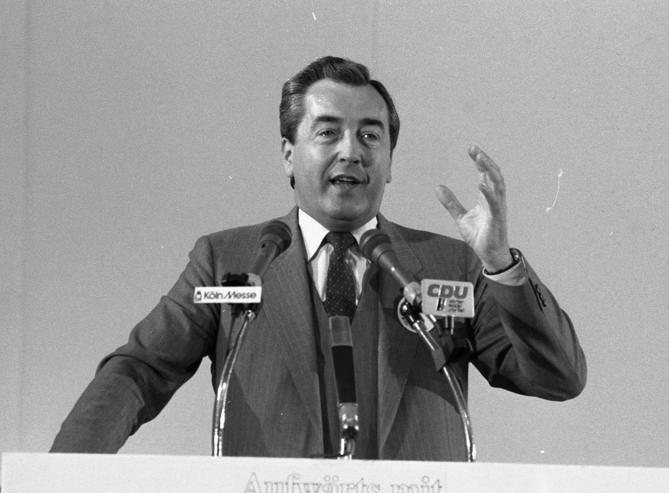
Alois Mock als Gastredner am 25. Mai 1983 beim 31. Bundesparteitag der CDU in Köln.

Mock war von 1987 bis 1995 Bundesminister für Auswärtige Angelegenheiten und führte die Beitrittsverhandlungen Österreichs mit der EU. Am 27. Juni 1989 durchschnitt er, in einer großangelegten Medienaktion, mit seinem ungarischen Amtskollegen Gyula Horn bei Sopron (Ödenburg) symbolisch den Eisernen Vorhang. Der Grenzabbau sowie die Grenzöffnung am 11. September 1989 ermöglichte vielen Bürgern der DDR die Ausreise und trug zum Zusammenbruch des Ostblocks bei.
Mock gilt als „Vater des EU-Beitritts Österreichs“. Er überreichte am 17. Juli 1989 Österreichs Antrag zum Beitritt zu den Europäischen Gemeinschaften, schloss gemeinsam mit Brigitte Ederer, die als Staatssekretärin Bundeskanzler Franz Vranitzky vertrat, am 1. März 1994 die Beitrittsverhandlungen in Brüssel ab. Bei der folgenden Volksabstimmung entschieden 66,6 % der Österreicher für den Beitritt zur damaligen EG.
Im Jahr 1991 drängte Mock die Bundesrepublik Deutschland, insbesondere deren Bundeskanzler Kohl und Außenminister Genscher, möglichst rasch die jugoslawischen Teilrepubliken Slowenien und Kroatien als unabhängige Staaten anzuerkennen. Das humanitäre Engagement im ehemaligen Jugoslawien war ihm ein persönliches Anliegen. In Kroatien erfreut sich Mock großer Beliebtheit. Im November 1989 stand er Pate bei der Gründung der mitteleuropäischen Pentagonale-Kooperation.
1992 erreichte Mock den Abschluss der Verhandlungen zum Südtirol-Paket und die Streitbeilegung vor der UNO. 1993 leitete er die Weltkonferenz über Menschenrechte der UNO in Wien, bei der es gelang, die Grundprinzipien der Universalität und Unteilbarkeit der Menschenrechte trotz Differenzen zwischen Ländern des Westens und den sogenannten Entwicklungsländern zu bekräftigen.
Von 1970 bis 1987 und 1995 bis 1999 war er Abgeordneter zum Nationalrat.

### Verteidigungsminister
1990 wurde Alois Mock zusätzlich zu seinem Amt als Außenminister für kurze Zeit mit der Fortführung der Verwaltung des Bundesministeriums für Landesverteidigung betraut, da der bisherige Minister Robert Lichal am 6. November 1990 das Amt des Zweiten Nationalratspräsidenten übernahm. Mock übte beide Ämter bis zum 17. Dezember 1990 aus, danach übernahm Werner Fasslabend das Verteidigungsressort und führte es bis zum Jahr 2000.

## Im Ruhestand

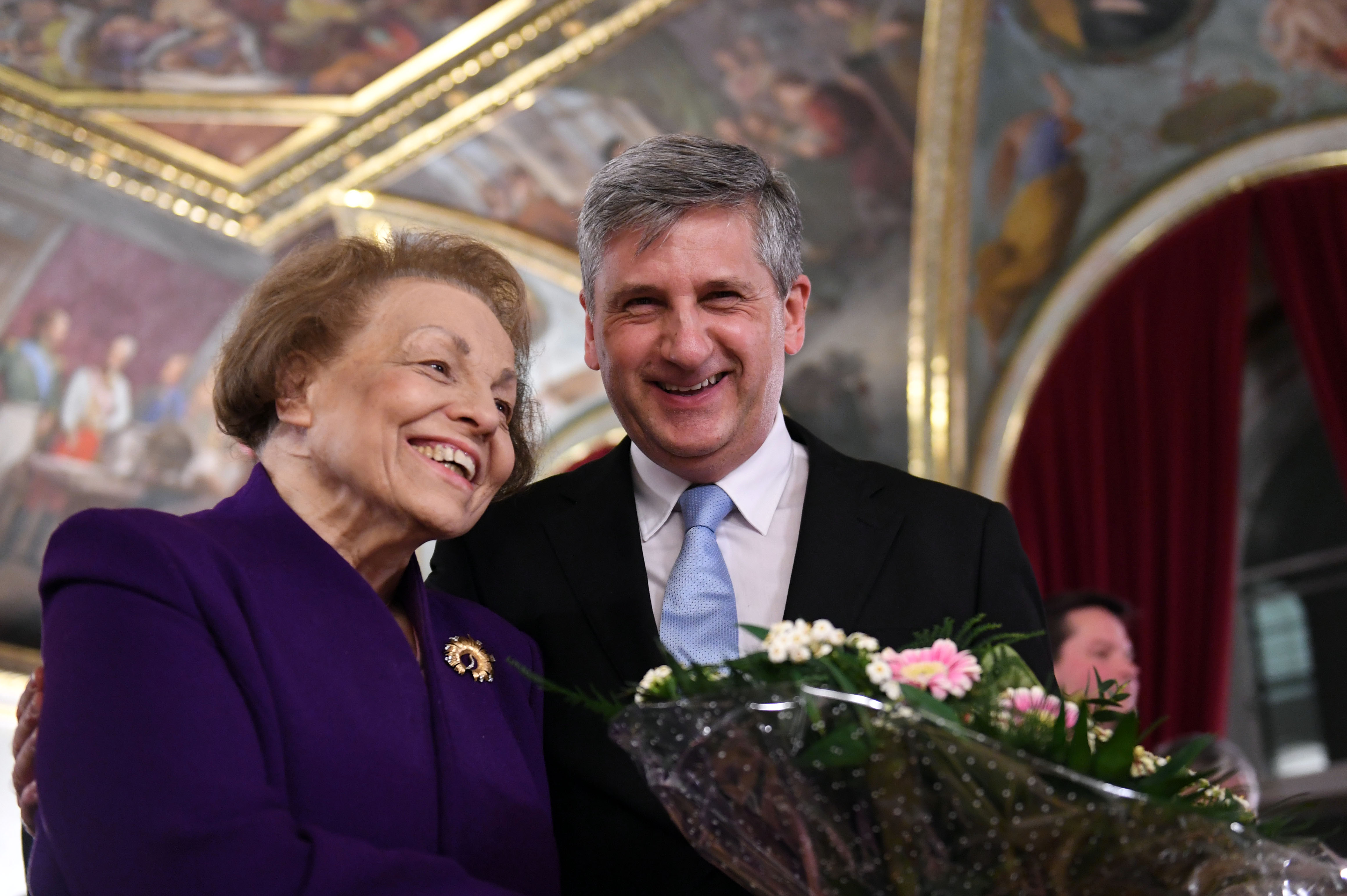
Edith Mock bei der Überreichung des Dr.-Alois-Mock-Europa-Preises mit Michael Spindelegger (2017)

Mocks Krankheit begann seiner Ehefrau Edith zufolge mit unkontrollierten Bewegungen, die von Ärzten zunächst unterschiedlich gedeutet und von der Öffentlichkeit erstmals am Abend der Nationalratswahl 1986 wahrgenommen wurden. Erst im Februar 1995 sei richtigerweise die Parkinson-Krankheit, damals noch in leichter, seine Arbeit nicht behindernder Form, diagnostiziert worden. Sie ermöglichte ihm 2014 nur noch kurze Konzentrationsspannen und schränkte seine Mobilität zuletzt stark ein. Er wurde von seiner Frau gepflegt, mit der er 51 Jahre verheiratet war. Das Paar hatte keine Kinder.
Zu seinem 80. Geburtstag wurde er am 10. Juni 2014 in der Wiener Hofburg mit einem von der ÖVP veranstalteten Festakt geehrt. Bundespräsident Heinz Fischer würdigte Mock als Mann von unantastbarer Integrität und begeisterten Europäer. Da Mock, im Rollstuhl sitzend, krankheitsbedingt nicht selbst sprechen konnte, dankte seine Frau für die Ehrung und erzählte Anekdoten aus seinem Leben. Er wurde am Döblinger Friedhof bestattet.
Im Jahr 2019 wurde in Wien-Döbling (19. Bezirk) die Alois-Mock-Gasse nach ihm benannt.
Zwischen 2012 und 2022 existierte in Niederösterreich eine umstrittene Denkfabrik mit seinem Namen: Alois-Mock-Institut.

## Auszeichnungen
- Großes Goldenes Ehrenzeichen am Bande für Verdienste um die Republik Österreich
- 1989: Großes Goldenes Ehrenzeichen mit dem Stern für Verdienste um die Republik Österreich
- Goldenes Komturkreuz mit dem Stern des Ehrenzeichens für Verdienste um das Bundesland Niederösterreich
- Großes Goldenes Ehrenzeichen des Landes Oberösterreich
- Ring des Landes Salzburg
- Ehrenzeichen des Landes Tirol
- Großer Montfortorden des Landes Vorarlberg
- Kärntner Landesorden in Gold
- Großkreuz des Verdienstordens der Bundesrepublik Deutschland
- Großkreuz des Verdienstordens der Italienischen Republik
- Orden der französischen Ehrenlegion
- Großkreuz des Ordens von Oranien-Nassau
- Grosskreuz des Fürstlich Liechtensteinischen Verdienstordens
- Fürst-Trpimir-Orden (Kroatien)
- Großorden des Königs Dmitar Zvonimir mit Schärpe und Stern (Kroatien)
- 1994: Europäischer Karlspreis der Sudetendeutschen Landsmannschaft
- 1995: Burghard-Breitner-Preis
- Orden Zmaj (Bosnien)
- Mutter Theresa Medaille (Albanien)
- Goldene Medaille der Freiheit (Kosovo)
- Offizier des Ordens der jugoslawischen Fahne
- Großkreuz des Verdienstordens der Republik Zypern
- Verdienstorden der Republik Polen
- Orden „Stara Planina“ 1. Klasse (Bulgarien)
- Al-Kawkab-Orden (Jordanien)
- Großkreuz des jordanischen hoher Ordens der Wiedergeburt und des Fortschrittes
- Großkreuz 1. Klasse des syrischen Omajadenordens (Syrien)
- Diplomatischer Verdienstorden Gwanghwa Medaille (Südkorea)
- Großkreuz des Ordens Bernardo O’Higgins (Chile)
- Großkreuz des Ordens des Befreiers San Martin (Argentinien)
- Bintang Mahaputra Adipradana (Indonesien)
- Japanischer Orden der aufgehenden Sonne
- Ritter 1. Klasse des Sankt-Olav-Ordens
- 1990: Großkreuz des Päpstlichen Ritterordens des heiligen Gregors des Großen[14]
- Großer Verdienstorden des Landes Südtirol
- Mostar Peace Connection (Bosnien und Herzegowina)
- Mittelkreuz mit dem Stern des Verdienstordens der Republik Ungarn (Ungarn)
- Orden für die slowenische Freiheit in Gold
- Nationaler Orden „Stern von Rumänien“ im Rang eines Großoffiziers (Rumänien)
- 2007: Nationaler Orden „Treue Dienste“ im Rang eines Kommandeurs (Rumänien)

## Akademische Ehrungen
- Ehrendoktorat Johns Hopkins University
- Ehrendoktorat Universität Sarajevo
- Ehrendoktorat Universität Tirana
- Ehrendoktorat Universität Zagreb
- Ehrendoktorat Universität Temeswar
- Ehrensenator der Europäischen Akademie der Wissenschaften und Künste

## Werke (Auswahl)
- Die Zukunft der Volkspartei. Eine kritische Selbstdarstellung. Molden, Wien 1971, ISBN 3-217-00419-1.
- Durchbruch in die Moderne. Von der industriellen zur nachindustriellen Gesellschaft. Styria, Graz 1981, ISBN 978-3-222-11364-2.
- Standpunkte. Styria, Graz, Köln 1982, ISBN 978-3-222-11426-7.
- …für Österreich. Meine politischen Konzepte. Multiplex Media, Wien 1986, ISBN 3-7048-0014-7.

## Stiftung

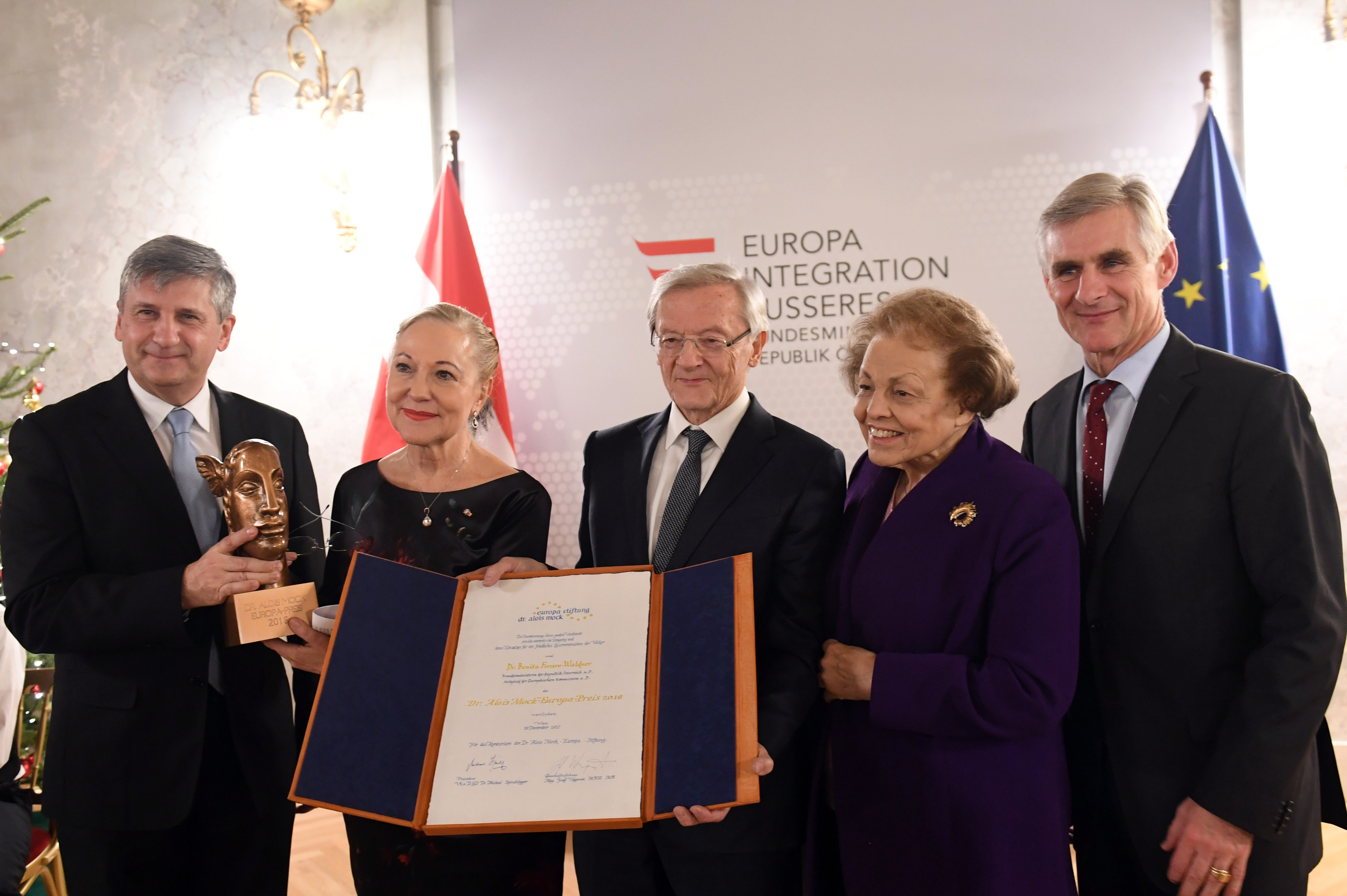
Überreichung des Dr. Alois Mock-Europa-Preises an Benita Ferrero-Waldner (2017)

Mock zu Ehren wurde die Dr.-Alois-Mock-Europa-Stiftung ins Leben gerufen, die Tätigkeiten, die die friedliche Integration Europas fördern, unterstützt. Von der Stiftung wird seit 2002 jährlich der Alois-Mock-Europapreis vergeben. Folgende Personen erhielten diese Auszeichnungen:
- 2002: Paul Lendvai, österreichischer Journalist
- 2003: Elmar Brok, deutscher Europapolitiker
- 2004: Dimitrij Rupel, slowenischer Politiker
- 2005: Hugo Bütler, Schweizer Journalist
- 2006: Roland Dumas, französischer Außenminister
- 2007: Magdaléna Vášáryová, slowakische Staatssekretärin
- 2008: Hans-Gert Pöttering, deutscher Europaparlamentarier
- 2009: Otto von Habsburg, Europapolitiker
- 2010: Hans-Dietrich Genscher, deutscher Politiker
- 2011: Jerzy Buzek, polnischer Politiker
- 2012: Karl Schwarzenberg, tschechischer Politiker, und José Manuel Barroso, Europapolitiker[16]
- 2013: José Manuel Barroso, Europapolitiker
- 2014: Othmar Karas, österreichischer Europapolitiker
- 2015: Viviane Reding, luxemburgische Europaparlamentarierin
- 2016: Benita Ferrero-Waldner, österreichische Politikerin
- 2017: Miro Gavran, kroatischer Schriftsteller[17]
- 2018: Franz Fischler, österreichischer Politiker[18]
- 2021: Martin Selmayr, EU-Beamter, Leiter der Vertretung der Europäischen Kommission in Österreich[19]